# Bilate Šet
Bilate Šet (také též Bilate Šät) je menší vulkanické pole nacházející se v Etiopii, asi 30 km západně od jezera Awasa Hajko. Pole je tvořeno několika maary zalitými vodou a struskovými kužely. Polem protéká řeka Bilate.
Stáří hornin se odhaduje na pleistocén až holocén. V oblasti se nacházejí aktivní fumaroly.

## Seznam vulkanických forem pole Bilate Šet
- Krátery
  - Bode Ameda Hajk[p 1]
  - Budamado Hajk
  - T'ido Hajk